# Державино (Татарстан)
Державино — село в Лаишевском районе Татарстана. Административный центр и единственный населённый пункт Державинского сельского поселения.

## География
Находится приблизительно в 16 км к северу от города Лаишево и в 35 км к юго-востоку от Казани. Рядом с селом проходит автодорога Р-239 Казань — Оренбург.

## История
Известно с 1565—1567 годов как деревня Ачи (Ячи). Упоминалось также как Никольское. До 1861 года принадлежало дворянам Хрущёвым. В 1715 году была построена Никольская церковь. В 1950-х годах в село были переселены татары из деревень, затопленных при заполнении Куйбышевского водохранилища.

## Население
| 2002 | 2012 | 2013 | 2014 | 2015 | 2016 | 2017 |
| ---- | ---- | ---- | ---- | ---- | ---- | ---- |
| 468  | ↘448 | ↘443 | ↗446 | ↗453 | ↗454 | ↗466 |

Постоянных жителей было: в 1782—144 (мужчин), в 1859—734, в 1897—1017, в 1908—1042, в 1926—1231, в 1938—708, в 1949—355, в 1958—882, в 1970—791, в 1979—462, в 1989—337.
Национальный состав: татары — 91 % (2002 г.).